# Ватаму (национальный морской парк)
Ватаму — первый национальный морской парк в Кении, основан в 1968 году и расположен в 28 км к югу от города Малинди и в 120 км к северу от города Момбаса. Ватаму является частью морского национального заповедника Малинди, который также включает в себя морской национальный парк Малинди. В 1979 году заповедник Малинди-Ватаму был включен в список биосферных резерватов.

## Климат
Климат на побережье влажный, температура воды колеблется от 20 (с июня по ноябрь) до 34 (с декабря по май) градусов по Цельсию. Количество осадков около 500 мм в год.

## Флора
Коралловые рифы тянутся на 300 метров от берега и являются физической и биологической основой парка. Насчитывается более 150 видов твердых и мягких кораллов, таких как Brain coral, fan corals и губки, которые дают обильную пищу для рыб. На побережье растет лес Mida Creek, где встречается множество разновидностей мангровых деревьев, такие как Ceriops tagal, ризофора остроконечная, бругиера голокорневая, авиценния морская и Sonneratia.

## Фауна
В коралловых рифах парка обитает более 500 видов рыб и 20 кальмаров. Из крупных видов здесь встречаются китовая акула, скат, осьминог и барракуда.
В Ватаму водятся различные виды морских черепах и действует программа «Watamu Turtle Watch», главной задачей которой является охрана пляжа для безопасной кладки яиц. Пляж постоянно патрулируется и строго охраняется. На пляже гнездятся зелёная черепаха, бисса и иногда оливковая черепаха. Кожистые черепахи не гнездятся в Ватаму и Малинди, но они мигрируют мимо них в близлежащих водах.
Более 100 видов птиц обитает в парке. Это чёрный коршун, бородатый настоящий бюльбюль, африканская шпорцевая кукушка (Centropus superciliosus) и бурокрылая птица-мышь. Желтобрюхий канареечный вьюрок и пальмовый ткач живут в кустарниках. Ящеричного канюка и сиреневогрудую сизоворонку часто можно увидеть на столбах и проводах.

## Экологические проблемы
С 1997 по 1998 год в воды парка сбрасывалась хлорированная вода, что вызвало экологическую катастрофу в коралловых рифах. Обследования показали, что урбанизация и развитие прибрежной зоны, особенно в области туризма и сельского хозяйства, способствовали увеличению деградации морской среды в этом районе. Удаление лесов и естественной растительности для освобождения площадей под сельское хозяйство, устранение мангровых лесов для строительства и топлива, а также рыболовство для удовлетворения потребностей растущего городского населения, всё это привело к увеличению угрозы для морской экосистемы.
В парках Ватаму и Малинди местная морская природоохранная организация стремится защитить морскую флору и фауну, особенно морских черепах, с помощью программы «Watamu Turtle Watch» (WTW). Программа WTW платит напрямую местным рыбакам за отметку и освобождение морских черепах, пойманных во время рыбалки. За каждую выпущенную черепаху они получают компенсацию, за своё время, усилия и потенциальный ущерб рыболовным снастям. Таким образом, рыбаки получают стимул выпустить животное, вместо того, чтобы убить его. После освобождения черепахи, рыбаки уведомляют добровольцев программы WTW, которые бегут на место, где выпущено животное. У добровольцев есть возможность измерить и исследовать черепаху, а также поставить на неё идентификатор, прежде чем отпустить на свободу. Программа WTW приносит большую пользу по исследованию привычек черепах, кроме того центр, управляющей программой, помогает восстанавливаться больным черепахам, а также имеет программу по выращиванию черепах и изучает социально-экономические отношения рыболовных общин.

## Галерея
|            |                 |                |                       |
| Пляж парка | Во время отлива | Рыбацкие лодки | Скала во время отлива |